# Pornic Agglo Pays de Retz
Die Pornic Agglo Pays de Retz ist ein französischer Gemeindeverband mit der Rechtsform einer Communauté d’agglomération im Département Loire-Atlantique in der Region Pays de la Loire. Sie wurde am 1. Januar 2017 gegründet und umfasst 15 Gemeinden (Stand: 1. Januar 2020). Der Verwaltungssitz befindet sich in der Gemeinde Pornic.

## Historische Entwicklung
Der Gemeindeverband entstand mit Wirkung vom 1. Januar 2017 durch die Fusion der Vorgängerorganisationen
- Communauté de communes de Pornic sowie
- Communauté de communes Cœur Pays de Retz.

Am 1. Januar 2020 verließ die Gemeinde Villeneuve-en-Retz die Communauté de communes Sud Retz Atlantique und schloss sich diesem Gemeindeverband an.

## Mitgliedsgemeinden
| Gemeinde                  | Einwohner 1. Januar 2022 | Fläche km² | Dichte Einw./km² | Code INSEE | Postleitzahl |
| ------------------------- | ------------------------ | ---------- | ---------------- | ---------- | ------------ |
| Chaumes-en-Retz           | 7.288                    | 76,55      | 95               | 44005      | 44680        |
| Chauvé                    | 3.035                    | 40,98      | 74               | 44038      | 44320        |
| Cheix-en-Retz             | 1.172                    | 8,34       | 141              | 44039      | 44640        |
| La Bernerie-en-Retz       | 3.523                    | 6,09       | 578              | 44012      | 44760        |
| La Plaine-sur-Mer         | 4.617                    | 16,39      | 282              | 44126      | 44770        |
| Les Moutiers-en-Retz      | 1.846                    | 9,58       | 193              | 44106      | 44580        |
| Pornic                    | 18.382                   | 94,18      | 195              | 44131      | 44210        |
| Port-Saint-Père           | 3.046                    | 32,57      | 94               | 44133      | 44710        |
| Préfailles                | 1.246                    | 4,88       | 255              | 44136      | 44770        |
| Rouans                    | 3.272                    | 37,73      | 87               | 44145      | 44640        |
| Saint-Hilaire-de-Chaléons | 2.376                    | 34,98      | 68               | 44164      | 44680        |
| Saint-Michel-Chef-Chef    | 5.520                    | 25,12      | 220              | 44182      | 44730        |
| Sainte-Pazanne            | 7.209                    | 41,56      | 173              | 44186      | 44680        |
| Villeneuve-en-Retz        | 5.004                    | 73,68      | 68               | 44021      | 44580        |
| Vue                       | 1.716                    | 19,51      | 88               | 44220      | 44640        |
| Pornic Agglo Pays de Retz | 69.252                   | 522,14     | 133              | –          | –            |